# Come Home (Placebo)
Come Home è un singolo del gruppo musicale britannico Placebo, pubblicato il 5 febbraio 1996 come primo estratto dal primo album in studio Placebo.
La versione del brano presente nel singolo, autoprodotta dai Placebo, differisce da quella poi inserita nel loro album di debutto, prodotta invece da Brad Wood.

## Video musicale
Il video, diretto da Robert Lloyd, vede il gruppo suonare in una piccola stanza.

## Tracce
7"
- Lato A

1. Come Home – 4:40

- Lato B

1. Drowning by Numbers – 2:59

CD, MC promozionale
1. Come Home – 4:40
2. Drowning by Numbers – 2:59
3. Oxygen Thief – 3:36

## Classifiche
| Classifica (1996) | Posizione massima |
| ----------------- | ----------------- |
| Regno Unito       | 86                |